# Жуан Фелікс
Жуа́н Фе́лікс Секейра (порт. João Félix Sequeira, португальська вимова: [ʒuˈɐ̃w ˈfɛliks]; нар. 10 листопада 1999, Візеу) — португальський футболіст, нападник клубу «Аль-Наср» та збірної Португалії.

## Клубна кар'єра

### «Бенфіка»
У дитинстві протягом семи років тренувався в академії «Порту», проте був відпущений у зв'язку зі слабкими фізичними даними. Після цього протягом року (2014—2015) Жуан тренувався в скромному клубі «Падроенсе», а потім пройшов перегляд у «Бенфіці», разом з молодіжною командою ставав фіналістом Юнацької ліги УЄФА 2016/17.
17 вересня 2016 року Жуан Фелікс дебютував у другій команді в поєдинку проти «Фреамунде». 15 лютого 2017 року в тому ж сезоні забив свій перший м'яч у професійному футболі, вразивши ворота «Академіки ді Візеу» — команди з його рідного міста. Всього в дебютному сезоні провів 13 матчів, забив 3 м'ячі. Сезон 2017/2018 також провів у другій команді, зіграв 17 матчів, в яких відзначився 4 рази.
З початку сезону 2018/19 тренувався з основною командою «Бенфіки». 18 серпня 2018 року дебютував у португальському чемпіонаті, вийшовши на заміну на 88-ій хвилині замість Франко Серві в поєдинку з «Боавіштою». 25 серпня 2018 року забив свій перший гол за «Бенфіку» в матчі чемпіонату проти «Спортінга», ставши наймолодшим автором гола в лісабонському дербі (на той момент йому було 18 років, 9 місяців і 16 днів). 11 квітня 2019 року в чвертьфінальному матчі Ліги Європи проти франкфуртського «Айнтрахта» забив три м'ячі, ставши наймолодшим автором гет-трику в історії турніру, перевершивши на 67 днів рекорд Марко П'яци у 2014 році. Також у цьому матчі Фелікс став наймолодшим автором гола «Бенфіки» і всіх португальських клубів в Лізі Європи. На матч проти «Айнтрахта» футболіст вийшов у віці 19 років і 152 днів. Крім цих двох досягнень, стало відомо, що Фелікс став рекордсменом ще одного — був побитий рекорд легендарного Еусебіу. У 1962 році португалець оформив гет-трик у ворота шведського «Норрчепінг» (5:1) в рамках 1/8 фіналу Кубка чемпіонів і став наймолодшим автором гет-трику серед португальців у єврокубках. На той момент Еусебіо було 20 років і 301 день. Жоау Фелікс більш ніж на рік побив рекорд Еусебіу.

### «Атлетіко» (Мадрид)
3 червня 2019 року мадридський «Атлетіко» оголосив про трансфер Фелікса за 126 мільйонів євро.

## Виступи за збірну
5 червня 2019 року в півфінальному матчі Ліги націй проти Швейцарії Жуан Фелікс дебютував за головну збірну Португалії.
| Дата       | Місто         | Господарі            | Результат               | Гості                | Турнір                                    | Голи | Примітки |
| ---------- | ------------- | -------------------- | ----------------------- | -------------------- | ----------------------------------------- | ---- | -------- |
| 5-6-2019   | Порту         | Португалія           | 3 – 1                   | Швейцарія            | Ліга націй УЄФА 2018—2019 - півфінал      | -    | 70'      |
| 7-9-2019   | Белград       | Сербія               | 2 – 4                   | Португалія           | Відбір до ЧЄ 2020                         | -    | 70'      |
| 10-9-2019  | Вільнюс       | Литва                | 1 – 5                   | Португалія           | Відбір до ЧЄ 2020                         | -    |          |
| 11-10-2019 | Лісабон       | Португалія           | 3 – 0                   | Люксембург           | Відбір до ЧЄ 2020                         | -    | 88'      |
| 14-10-2019 | Київ          | Україна              | 2 – 1                   | Португалія           | Відбір до ЧЄ 2020                         | -    | 46'      |
| 5-9-2020   | Порту         | Португалія           | 4 – 1                   | Хорватія             | Ліга націй УЄФА 2020—2021 - груповий етап | 1    | 88'      |
| 8-9-2020   | Стокгольм     | Швеція               | 0 – 2                   | Португалія           | Ліга націй УЄФА 2020—2021 - груповий етап | -    | 86'      |
| 7-10-2020  | Лісабон       | Португалія           | 0 – 0                   | Іспанія              | товариський матч                          | -    | 72'      |
| 11-10-2020 | Сен-Дені      | Франція              | 0 – 0                   | Португалія           | Ліга націй УЄФА 2020—2021 - груповий етап | -    | 89'      |
| 14-10-2020 | Лісабон       | Португалія           | 3 – 0                   | Швеція               | Ліга націй УЄФА 2020—2021 - груповий етап | -    | 75'      |
| 11-11-2020 | Лісабон       | Португалія           | 7 – 0                   | Андорра              | товариський матч                          | 1    | 63'      |
| 14-11-2020 | Лісабон       | Португалія           | 0 – 1                   | Франція              | Ліга націй УЄФА 2020—2021 - груповий етап | -    | 84'      |
| 17-11-2020 | Спліт         | Хорватія             | 2 – 3                   | Португалія           | Ліга націй УЄФА 2020—2021 - груповий етап | 1    | 71'      |
| 24-3-2021  | Турин         | Португалія           | 1 – 0                   | Азербайджан          | Відбір до ЧС 2022                         | -    | 75'      |
| 27-3-2021  | Белград       | Сербія               | 2 – 2                   | Португалія           | Відбір до ЧС 2022                         | -    | 85'      |
| 30-3-2021  | Люксембург    | Люксембург           | 1 – 3                   | Португалія           | Відбір до ЧС 2022                         | -    | 41'      |
| 4-6-2021   | Мадрид        | Іспанія              | 0 – 0                   | Португалія           | товариський матч                          | -    | 46'      |
| 27-6-2021  | Севілья       | Бельгія              | 1 – 0                   | Португалія           | ЧЄ 2020 - 1/8 фіналу                      | -    | 56'      |
| 11-11-2021 | Дублін        | Ірландія             | 0 – 0                   | Португалія           | Відбір до ЧС 2022                         | -    | 75'      |
| 14-11-2021 | Лісабон       | Португалія           | 1 – 2                   | Сербія               | Відбір до ЧС 2022                         | -    | 83'      |
| 24-3-2022  | Порту         | Португалія           | 3 – 1                   | Туреччина            | Відбір до ЧС 2022                         | -    | 71'      |
| 29-3-2022  | Порту         | Португалія           | 2 – 0                   | Північна Македонія   | Відбір до ЧС 2022                         | -    | 87'      |
| 27-9-2022  | Брага         | Португалія           | 0 – 1                   | Іспанія              | Ліга націй УЄФА 2022—2023 - груповий етап | -    | 89'      |
| 17-11-2022 | Лісабон       | Португалія           | 4 – 0                   | Нігерія              | товариський матч                          | -    |          |
| 24-11-2022 | Доха          | Португалія           | 3 – 2                   | Гана                 | ЧС 2022 - груповий етап                   | 1    | 88'      |
| 28-11-2022 | Лусаїл        | Португалія           | 2 – 0                   | Уругвай              | ЧС 2022 - груповий етап                   | -    | 77' 82'  |
| 6-12-2022  | Лусаїл        | Португалія           | 6 – 1                   | Швейцарія            | ЧС 2022 - 1/8 фіналу                      | -    | 73'      |
| 10-12-2022 | Доха          | Марокко              | 1 – 0                   | Португалія           | ЧС 2022 - чвертьфінал                     | -    |          |
| 23-3-2023  | Лісабон       | Португалія           | 4 – 0                   | Ліхтенштейн          | Відбір до ЧЄ 2024                         | -    | 67'      |
| 26-3-2023  | Люксембург    | Люксембург           | 0 – 6                   | Португалія           | Відбір до ЧЄ 2024                         | 1    | 75'      |
| 17-6-2023  | Лісабон       | Португалія           | 3 – 0                   | Боснія і Герцеговина | Відбір до ЧЄ 2024                         | -    | 62'      |
| 11-9-2023  | Фару          | Португалія           | 9 – 0                   | Люксембург           | Відбір до ЧЄ 2024                         | 1    | 60'      |
| 13-10-2023 | Порту         | Португалія           | 3 – 2                   | Словаччина           | Відбір до ЧЄ 2024                         | -    | 65'      |
| 16-10-2023 | Зениця        | Боснія і Герцеговина | 0 – 5                   | Португалія           | Відбір до ЧЄ 2024                         | 1    | 79'      |
| 16-11-2023 | Вадуц         | Ліхтенштейн          | 0 – 2                   | Португалія           | Відбір до ЧЄ 2024                         | -    | 87'      |
| 19-11-2023 | Лісабон       | Португалія           | 2 – 0                   | Ісландія             | Відбір до ЧЄ 2024                         | -    | 84' 87'  |
| 26-3-2024  | любляна       | Словенія             | 2 – 0                   | Португалія           | товариський матч                          | -    |          |
| 8-6-2024   | Оейраш        | Португалія           | 1 – 2                   | Хорватія             | товариський матч                          | -    | 46'      |
| 11-6-2024  | Авейру        | Португалія           | 3 – 0                   | Ірландія             | товариський матч                          | 1    | 46'      |
| 26-6-2024  | Гельзенкірхен | Грузія               | 2 – 0                   | Португалія           | ЧЄ 2024 - груповий етап                   | -    |          |
| 5-7-2024   | Гамбург       | Португалія           | 0 – 0 д.ч. (3 – 5 п.п.) | Франція              | ЧЄ 2024 - чвертьфінал                     | -    | 106'     |
| 8-9-2024   | Лісабон       | Португалія           | 2 – 1                   | Шотландія            | Ліга націй УЄФА 2024-2025 - груповий етап | -    | 68'      |
| 15-10-2024 | Глазго        | Шотландія            | 0 – 0                   | Португалія           | Ліга націй УЄФА 2024-2025 - груповий етап | -    | 88'      |
| Усього     |               | Матчів               | 43                      |                      | Голів                                     | 8    |          |

## Титули і досягнення
- Чемпіон Португалії (1):

«Бенфіка»: 2018-19
- Чемпіон Іспанії (1):

«Атлетіко Мадрид»: 2020-21
- Переможець Ліги націй УЄФА (2): 2018-19, 2024-25